# Gieorgij Szajduko
Gieorgij Iwanowicz Szajduko (ros. Георгий Иванович Шайдуко, ur. 6 sierpnia 1962 w Nikopolu, zm. 8 stycznia 2023) – rosyjski żeglarz sportowy, srebrny medalista olimpijski z Atlanty.
Brał udział w czterech edycjach letnich igrzysk olimpijskich (XXIV Letnie Igrzyska Olimpijskie Seul 1988, XXV Letnie Igrzyska Olimpijskie Barcelona 1992, XXVI Letnie Igrzyska Olimpijskie Atlanta 1996, XXVII Letnie Igrzyska Olimpijskie Sydney 2000). Startował w klasie Soling, w 1996 roku załogę jachtu tworzyli również Igor Skalin i Dmitrij Szabanow. W tej klasie zdobył w tym samym roku złoty medal mistrzostw świata, powtórzył ten sukces w 1998 roku. W 1987 roku był, jeszcze w barwach Związku Radzieckiego, brązowym medalistą tej imprezy.